# Courtnee Draper
Courtnee Alyssa Draper (Orlando, Florida, 24 de abril de 1985) es una actriz estadounidense, conocida por sus papeles como Morgan Hudson en The Jersey, Sam en The Thirteenth Year, Megan Larson en Stepsister from Planet Weird, Elizabeth en BioShock Infinite y Sarah Whitaker en Days Gone. Por su actuación en BioShock Infinite, Draper fue nominada a un premio British Academy Games Award como Artista y ganó un premio Spike Video Game Award (Mejor Canción) por su interpretación de "Will the Circle Be Unbroken" en el juego (más tarde, Draper grabó una versión de "You Belong to Me" para la secuela del juego, Burial at Sea). Draper también fue miembro del elenco de The Bold and the Beautiful de abril a octubre de 2002 como Erica Lovejoy.
Draper nació en el Hospital Naval de Orlando, Florida. Su madre sirvió en el ejército. Como resultado, ha residido y visitado muchas áreas de los Estados Unidos (incluidos Florida, Pensilvania, Rhode Island, Arizona y Hawái) y Asia (incluidos Japón, Okinawa, Corea y Hong Kong). Se familiarizó con películas antiguas y musicales a los cinco años mientras vivía en Okinawa, Japón. Draper se graduó de la Facultad de Derecho de Loyola en Los Ángeles.

## Filmografía
| Año       | Título                              | Papel                   | Notas                          |
| --------- | ----------------------------------- | ----------------------- | ------------------------------ |
| 1998      | The Modern Adventures of Tom Sawyer | Susan                   |                                |
| 1998      | Magic Jersey                        | Morgan Hudson           | Película de televisión         |
| 1998      | The Room                            | Phyfutima               | Cortometraje                   |
| 1998      | Home Improvement                    | Erica                   | 1 episodio                     |
| 1999      | Pacific Blue                        | Lauren Chandler         | 1 episodio                     |
| 1999      | The Thirteenth Year                 | Samantha "Sam"          | Película de televisión         |
| 1999      | The Duke                            | Charlotte               |                                |
| 1999-2004 | The Jersey                          | Morgan Hudson           | 56 episodios                   |
| 2000      | Kidnap Madonna's Baby               | Helen                   | Cortometraje                   |
| 2000      | Stepsister from Planet Weird        | Megan Larson            | Película de televisión         |
| 2002      | The Biggest Fan                     | Brittany Holland        |                                |
| 2002      | The Cat Returns                     | Voces adicionales       |                                |
| 2002      | The Yard Sale                       | Sophie                  | Película de televisión         |
| 2002      | The Bold and the Beautiful          | Erica Lovejoy           | 86 episodios                   |
| 2002      | Buffy the Vampire Slayer            | Annabelle               | Episodio: "Bring on the Night" |
| 2004      | Tru Calling                         | Melissa Sumner          | 1 episodio                     |
| 2004      | Sleepover                           | Chica en un baile       |                                |
| 2004      | The Days                            | Emma                    | 5 episodios                    |
| 2004      | Veronica Mars                       | Darcy                   | 1 episodio                     |
| 2005      | Eyes                                | Lindsay Baker           | 1 episodio                     |
| 2006      | CSI: Miami                          | Mandy Creighton         | 1 episodio                     |
| 2006      | The Immaculate Misconception        | Mary Flanagan           |                                |
| 2007      | Campus Ladies                       | Lara                    | 1 episodio                     |
| 2007      | Surf's Up                           | Varios pingüinos hembra |                                |
| 2007      | Ghost Whisperer                     | Allison                 | 1 episodio                     |
| 2008      | Ponyo                               | Joven Mother (voz)      |                                |
| 2008      | Booth Girls                         | Tiffany/Queen Natalia   | Cortometraje                   |
| 2009      | Bored to Death                      | Extra                   | 1 episodio                     |

### Videojuegos
| Año       | Título                               | Papel             | Notas |
| --------- | ------------------------------------ | ----------------- | ----- |
| 2005      | Kingdom Hearts II                    | Voces adicionales |       |
| 2013      | BioShock Infinite                    | Elizabeth         |       |
| 2013      | Alien Rage                           | Karen             |       |
| 2013-2014 | BioShock Infinite: Burial at Sea     | Elizabeth/Sally   |       |
| 2014      | Disney Infinity: Marvel Super Heroes | White Tiger       |       |
| 2015      | Final Fantasy Type-0 HD              | Clemente          |       |
| 2015      | Disney Infinity 3.0                  | White Tiger       |       |
| 2019      | Days Gone                            | Sarah Whitaker    |       |
| 2020      | Final Fantasy VII Remake             | Voces adicionales |       |